# Ritratto di Emanuele Filiberto, principe di Savoia
Ritratto del principe Emanuele Filiberto di Savoia, all'epoca del ritratto viceré di Sicilia per conto del re di Spagna Filippo IV. 
Fu il principe a chiamare van Dyck a Palermo. Olio su tela dipinto nel 1624, oggi si trova alla Dulwich Picture Gallery di Londra.